# Oldenlandia pumila
Oldenlandia pumila là một loài thực vật có hoa trong họ Thiến thảo. Loài này được (L.f.) DC. mô tả khoa học đầu tiên năm 1830.